# Видовданска трка Брчко
Видовданска трка Брчко је улична атлетска трка која се традиционално од 1996. године одржава у Брчком. Почела је као првенство БиХ, а од 2001. је добила међународни карактер и налази се годишњем календару трка Свјетске атлетске федерације (IAAF), Европске атлетске асоцијације (ЕАА) и Светске федерације трка и маратона (AIMS). Ова спортска манифестација представља највећи спортски догађај у Босни и Херцеговини, и одржава се сваке године 28. јуна, на Видовдан.
IAAF је Видовданску трку 2009. године, поред Прашког и Атинског маратона, једину из овог дијела свијета уврстио у неформалну свјетску лигу и ставио ју у свој календар великих спортских манифестација од глобалног значаја.(www.iaaf.org) .
Поводом свог јубилеја - 10. годишњице, добила и посебну пригодну поштанску марку.
Трке се одржавају у више категорија, и то цицибани 100 m, затим неколико школских категорија а дужина стазе је зависно од узраста од 200 до 1.000 m, затим у јуниорским категоријама на 5.000 m и у сениорским категоријама на 10 km. Стаза трке је кружна. Један круг износи 920 m и 28 cm, и трчи се непуних 11 кругова. Висинска разлика између највише и најниже тачке на стази је 180 cm.
Од 2010. године, Видовданска трка ће се одржавати увијек последњу суботу прије Видовдана због лакшег путовања учесника који долазе из иностранства и из других градова. Такође, организатори су представили недавно и нову стазу, која више неће бити кружна, већ ће обухватати цијели град, а старт и циљ ће бити у центру града испред зграде Хипо банке, односно хотела „Јелена“.
На стази у Брчком постављено је неколико националних рекорда, међу којима и званични рекорди БиХ на 10 km на путу (Лусија Кимани и Ђуро Коџо). Најуспешнији такмичар односно најбољи резултат од такмичара из Србије у мушкој конкуренцији има Мирко Петровић из АК „Ужице“. Оливера Јевтић, којој је пошло за руком да три пута победи на видовданској трци, поставила је 2008. године рекорд стазе са временом од 32:04, што је у том моменту био један од бољих светских резултата. Рекорд у мушкој конкуренцији држи атлетичар из Кеније Исак Мачарија, у времену 28:38, постављен 2008. године.